# Liudmila Juravliova
Liudmila Vasilevna Juravliova (Людмила Васильевна Журавлёва) é uma astrônoma russa ou ucraniana. Liudmila trabalha no Observatório Astrofísico da Crimeia e também é a presidente do ramo crimeiano da "Fundação Prince Clarissimus Aleksandr Danilovich Menshikov" (que foi fundado em maio de 1995, em Berezovo, e não é a mesma "Fundação Menshikov" para crianças fundada por Anthea Eno, a esposa de Brian Eno). Liudmila descobriu uma série de asteróides, incluindo o asteróide troiano 4086 Podalirius. O asteroide 26087 Zhuravleva foi assim nomeado em sua homenagem.

## Asteróides descobertos
| 1858 Lobachevskij                                              | 18 de agosto de 1972   |
| 1859 Kovalevskaya                                              | 4 de setembro de 1972  |
| 1909 Alekhin                                                   | 4 de setembro de 1972  |
| 1910 Mikhailov                                                 | 8 de outubro de 1972   |
| 1959 Karbyshev                                                 | 14 de julho de 1972    |
| 2015 Kachuevskaya                                              | 4 de setembro de 1972  |
| 2098 Zyskin                                                    | 18 de agosto de 1972   |
| 2130 Evdokiya                                                  | 22 de agosto de 1974   |
| 2173 Maresjev                                                  | 22 de agosto de 1974   |
| 2188 Orlenok                                                   | 28 de outubro de 1976  |
| 2233 Kuznetsov                                                 | 3 de dezembro de 1972  |
| 2283 Bunke                                                     | 26 de setembro de 1974 |
| 2310 Olshaniya                                                 | 26 de setembro de 1974 |
| 2374 Vladvysotskij                                             | 22 de agosto de 1974   |
| 2423 Ibarruri                                                  | 14 de julho de 1972    |
| 2475 Semenov                                                   | 8 de outubro de 1972   |
| 2562 Chaliapin                                                 | 27 de março de 1973    |
| 2576 Yesenin                                                   | 17 de agosto de 1974   |
| 2702 Batrakov                                                  | 26 de setembro de 1978 |
| 2720 Pyotr Pervyj                                              | 6 de setembro de 1972  |
| 2740 Tsoj                                                      | 26 de setembro de 1974 |
| 2760 Kacha                                                     | 8 de outubro de 1980   |
| 2768 Gorky                                                     | 6 de setembro de 1972  |
| 2771 Polzunov                                                  | 26 de setembro de 1978 |
| 2850 Mozhaiskij                                                | 2 de outubro de 1978   |
| 2890 Vilyujsk                                                  | 26 de setembro de 1978 |
| 2979 Murmansk                                                  | 2 de outubro de 1978   |
| 3039 Yangel                                                    | 26 de setembro de 1978 |
| 3067 Akhmatova1                                                | 14 de outubro de 1982  |
| 3074 Popov                                                     | 24 de dezembro de 1979 |
| 3095 Omarkhayyam                                               | 8 de setembro de 1980  |
| 3108 Lyubov                                                    | 18 de agosto de 1972   |
| 3157 Novikov                                                   | 25 de setembro de 1973 |
| 3190 Aposhanskij                                               | 26 de setembro de 1978 |
| 3214 Makarenko                                                 | 2 de outubro de 1978   |
| 3231 Mila                                                      | 4 de setembro de 1972  |
| 3260 Vizbor                                                    | 20 de setembro de 1974 |
| 3376 Armandhammer                                              | 21 de outubro de 1982  |
| 3410 Vereshchagin                                              | 26 de setembro de 1978 |
| 3442 Yashin                                                    | 2 de outubro de 1978   |
| 3511 Tsvetaeva1                                                | 14 de outubro de 1982  |
| 3547 Serov                                                     | 2 de outubro de 1978   |
| 3558 Shishkin                                                  | 26 de setembro de 1978 |
| 3566 Levitan                                                   | 24 de dezembro de 1979 |
| 3586 Vasnetsov                                                 | 26 de setembro de 1978 |
| 3587 Descartes                                                 | 8 de setembro de 1981  |
| 3600 Archimedes                                                | 26 de setembro de 1978 |
| 3616 Glazunov                                                  | 3 de maio de 1984      |
| 3622 Ilinsky                                                   | 29 de setembro de 1981 |
| 3624 Mironov1                                                  | 14 de outubro de 1982  |
| 3655 Eupraksia                                                 | 26 de setembro de 1978 |
| 3657 Ermolova                                                  | 26 de setembro de 1978 |
| 3662 Dezhnev                                                   | 8 de setembro de 1980  |
| 3724 Annenskij                                                 | 23 de dezembro de 1979 |
| 3771 Alexejtolstoj                                             | 20 de setembro de 1974 |
| 3803 Tuchkova                                                  | 2 de outubro de 1981   |
| 3863 Gilyarovskij                                              | 26 de setembro de 1978 |
| 3889 Menshikov                                                 | 6 de setembro de 1972  |
| 3925 Tret'yakov                                                | 19 de setembro de 1977 |
| 3930 Vasilev                                                   | 25 de outubro de 1982  |
| 3940 Larion                                                    | 27 de março de 1973    |
| 3964 Danilevskij                                               | 12 de setembro de 1974 |
| 3969 Rossi                                                     | 9 de outubro de 1978   |
| 3971 Voronikhin                                                | 23 de dezembro de 1979 |
| 4005 Dyagilev                                                  | 8 de outubro de 1972   |
| 4032 Chaplygin                                                 | 22 de outubro de 1985  |
| 4053 Cherkasov                                                 | 2 de outubro de 1981   |
| 4070 Rozov                                                     | 8 de setembro de 1980  |
| 4086 Podalirius                                                | 9 de novembro de 1985  |
| 4118 Sveta                                                     | 15 de outubro de 1982  |
| 4144 Vladvasil'ev                                              | 28 de setembro de 1981 |
| 4145 Maximova                                                  | 29 de setembro de 1981 |
| 4166 Pontryagin                                                | 26 de setembro de 1978 |
| 4167 Riemann                                                   | 2 de outubro de 1978   |
| 4214 Veralynn                                                  | 22 de outubro de 1987  |
| 4303 Savitskij                                                 | 25 de setembro de 1973 |
| 4311 Zguridi                                                   | 26 de setembro de 1978 |
| 4363 Sergej                                                    | 2 de outubro de 1978   |
| 4366 Venikagan                                                 | 24 de dezembro de 1979 |
| 4430 Govorukhin                                                | 26 de setembro de 1978 |
| 4434 Nikulin                                                   | 8 de setembro de 1981  |
| 4524 Barklajdetolli                                            | 8 de setembro de 1981  |
| 4729 Mikhailmil'                                               | 8 de setembro de 1980  |
| 4740 Veniamina                                                 | 22 de outubro de 1985  |
| 4778 Fuss                                                      | 9 de outubro de 1978   |
| 4787 Shul'zhenko                                               | 6 de setembro de 1986  |
| 4811 Semashko                                                  | 25 de setembro de 1973 |
| 4870 Shcherban'                                                | 25 de outubro de 1989  |
| 4936 Butakov                                                   | 22 de outubro de 1985  |
| 4992 Kálmán                                                    | 25 de outubro de 1982  |
| 5096 Luzin                                                     | 5 de setembro de 1983  |
| 5101 Akhmerov                                                  | 22 de outubro de 1985  |
| 5301 Novobranets                                               | 20 de setembro de 1974 |
| 5304 Bazhenov                                                  | 2 de outubro de 1978   |
| 5412 Rou                                                       | 25 de setembro de 1973 |
| 5419 Benua                                                     | 29 de setembro de 1981 |
| 5421 Ulanova1                                                  | 14 de outubro de 1982  |
| 5495 Rumyantsev                                                | 6 de setembro de 1972  |
| 5544 Kazakov                                                   | 2 de outubro de 1978   |
| 5545 Makarov                                                   | 1 de novembro de 1978  |
| 5572 Bliskunov                                                 | 26 de setembro de 1978 |
| 5681 Bakulev                                                   | 15 de setembro de 1990 |
| 5781 Barkhatova²                                               | 24 de setembro de 1990 |
| 5809 Kulibin                                                   | 4 de setembro de 1987  |
| 5994 Yakubovich                                                | 29 de setembro de 1981 |
| 6082 Timiryazev                                                | 21 de outubro de 1982  |
| 6162 Prokhorov                                                 | 25 de setembro de 1973 |
| 6220 Stepanmakarov                                             | 26 de setembro de 1978 |
| 6631 Pyatnitskij                                               | 4 de setembro de 1983  |
| 6681 Prokopovich                                               | 6 de setembro de 1972  |
| 6682 Makarij                                                   | 25 de setembro de 1973 |
| 6719 Gallaj²                                                   | 16 de outubro de 1990  |
| 6754 Burdenko                                                  | 28 de outubro de 1976  |
| 6954 Potemkin                                                  | 4 de setembro de 1987  |
| 6955 Ekaterina                                                 | 25 de setembro de 1987 |
| 7161 Golitsyn                                                  | 25 de outubro de 1982  |
| 7223 Dolgorukij1                                               | 14 de outubro de 1982  |
| 7224 Vesnina                                                   | 15 de outubro de 1982  |
| 7268 Chigorin                                                  | 3 de outubro de 1972   |
| 7278 Shtokolov                                                 | 22 de outubro de 1985  |
| 7320 Potter                                                    | 2 de outubro de 1978   |
| 7381 Mamontov                                                  | 8 de setembro de 1981  |
| 7382 Bozhenkova                                                | 8 de setembro de 1981  |
| 7413 Galibina²                                                 | 24 de setembro de 1990 |
| 7555 Venvolkov                                                 | 28 de setembro de 1981 |
| 7736 Nizhnij Novgorod                                          | 8 de setembro de 1981  |
| 7858 Bolotov                                                   | 26 de setembro de 1978 |
| 7913 Parfenov                                                  | 9 de outubro de 1978   |
| 7950 Berezov                                                   | 28 de setembro de 1992 |
| 7979 Pozharskij                                                | 26 de setembro de 1978 |
| 8088 Australia²                                                | 23 de setembro de 1990 |
| 8134 Minin                                                     | 26 de setembro de 1978 |
| 8145 Valujki                                                   | 5 de setembro de 1983  |
| 8151 Andranada                                                 | 12 de agosto de 1986   |
| 8181 Rossini                                                   | 28 de setembro de 1992 |
| 8332 Ivantsvetaev1                                             | 14 de outubro de 1982  |
| 8471 Obrant                                                    | 5 de setembro de 1983  |
| 8477 Andrejkiselev                                             | 6 de setembro de 1986  |
| 8498 Ufa                                                       | 15 de setembro de 1990 |
| 8612 Burov                                                     | 26 de setembro de 1978 |
| 8982 Oreshek                                                   | 25 de setembro de 1973 |
| 9014 Svyatorichter                                             | 22 de outubro de 1985  |
| 9017 Babadzhanyan                                              | 2 de outubro de 1986   |
| 9034 Oleyuria                                                  | 26 de agosto de 1990   |
| 9156 Malanin                                                   | 15 de outubro de 1982  |
| 9514 Deineka                                                   | 27 de setembro de 1973 |
| 9533 Aleksejleonov                                             | 28 de setembro de 1981 |
| 9567 Surgut                                                    | 22 de outubro de 1987  |
| 9612 Belgorod                                                  | 4 de setembro de 1992  |
| 9741 Solokhin                                                  | 22 de outubro de 1987  |
| 9838 Falz-Fein                                                 | 4 de setembro de 1987  |
| 9848 Yugra                                                     | 26 de agosto de 1990   |
| 9914 Obukhova                                                  | 28 de outubro de 1976  |
| 10014 Shaim                                                    | 26 de setembro de 1978 |
| 10016 Yugan                                                    | 26 de setembro de 1978 |
| 10261 Nikdollezhal'                                            | 22 de agosto de 1974   |
| 10266 Vladishukhov                                             | 26 de setembro de 1978 |
| 10313 Vanessa-Mae                                              | 26 de agosto de 1990   |
| 10504 Doga                                                     | 22 de outubro de 1987  |
| 10675 Kharlamov                                                | 1 de novembro de 1978  |
| 10684 Babkina                                                  | 8 de setembro de 1980  |
| 10711 Pskov                                                    | 15 de outubro de 1982  |
| (10728) 1987 RT5                                               | 4 de setembro de 1987  |
| 10729 Tsvetkova                                                | 4 de setembro de 1987  |
| 11268 Spassky                                                  | 22 de outubro de 1985  |
| 11445 Fedotov                                                  | 26 de setembro de 1978 |
| 11446 Betankur                                                 | 9 de outubro de 1978   |
| 11791 Sofiyavarzar                                             | 26 de setembro de 1978 |
| 11792 Sidorovsky                                               | 26 de setembro de 1978 |
| 11793 Chujkovia                                                | 2 de outubro de 1978   |
| 11826 Yurijgromov                                              | 25 de outubro de 1982  |
| 12191 Vorontsova                                               | 9 de outubro de 1978   |
| 12199 Sohlman                                                  | 8 de outubro de 1980   |
| 12704 Tupolev²                                                 | 24 de setembro de 1990 |
| 12978 Ivashov                                                  | 26 de setembro de 1978 |
| (12979) 1978 SB8                                               | 26 de setembro de 1978 |
| 13010 Germantitov                                              | 29 de agosto de 1986   |
| (13046) 1990 QB19                                              | 31 de agosto de 1990   |
| 13049 Butov                                                    | 15 de setembro de 1990 |
| 13923 Peterhof                                                 | 22 de outubro de 1985  |
| (14318) 1978 SD3                                               | 26 de setembro de 1978 |
| 14349 Nikitamikhalkov                                          | 22 de outubro de 1985  |
| (14819) 1982 UC11                                              | 25 de outubro de 1982  |
| 15203 Grishanin                                                | 26 de setembro de 1978 |
| 15220 Sumerkin                                                 | 28 de setembro de 1981 |
| 15231 Ehdita                                                   | 4 de setembro de 1987  |
| 15258 Alfilipenko                                              | 15 de setembro de 1990 |
| (16419) 1987 SS28                                              | 24 de setembro de 1987 |
| (18295) 1978 TT7                                               | 2 de outubro de 1978   |
| 18321 Bobrov                                                   | 25 de outubro de 1982  |
| 20965 Kutafin                                                  | 26 de setembro de 1978 |
| 22253 Sivers                                                   | 26 de setembro de 1978 |
| (23411) 1978 ST7                                               | 26 de setembro de 1978 |
| (23436) 1982 UF8                                               | 21 de outubro de 1982  |
| (24602) 1972 TE                                                | 3 de outubro de 1972   |
| (24611) 1978 SH3                                               | 26 de setembro de 1978 |
| (24637) 1981 RW4                                               | 8 de setembro de 1981  |
| 24697 Rastrelli²                                               | 24 de setembro de 1990 |
| (26795) 1978 SD8                                               | 26 de setembro de 1978 |
| (27659) 1978 SO7                                               | 26 de setembro de 1978 |
| (27660) 1978 TR7                                               | 2 de outubro de 1978   |
| 30724 Peterburgtrista                                          | 26 de setembro de 1978 |
| (30725) 1978 SA8                                               | 26 de setembro de 1978 |
| (30821) 1990 RR17                                              | 15 de setembro de 1990 |
| (32766) 1982 UY7                                               | 21 de outubro de 1982  |
| (32768) 1983 RZ4                                               | 5 de setembro de 1983  |
| 32807 Quarenghi²                                               | 24 de setembro de 1990 |
| (35053) 1982 UA11                                              | 25 de outubro de 1982  |
| (42479) 1981 SE7                                               | 28 de setembro de 1981 |
| (46539) 1982 UE12                                              | 24 de outubro de 1982  |
| (65637) 1979 VS2                                               | 14 de novembro de 1979 |
| (69262) 1986 PV6                                               | 12 de agosto de 1986   |
| 1. com Lyudmila Georgievna Karachkina 2. com Gregor R. Kastel' |                        |